# إل. دبليو. دي لورنس
إل. دبليو. دي لورنس (بالإنجليزية: L. W. de Laurence)‏ هو كاتب وقسيس أمريكي، ولد في 1868، وتوفي في 1936.